# 公安部经济犯罪侦查局
公安部经济犯罪侦查局，序列号公安部二局，简称经侦，是中華人民共和國公安部负责经济金融犯罪侦查的內設職能局。局长兼公安部证券犯罪侦查局局长。

## 沿革
1949年4月9日，中央军委公安部改名为中央人民政府公安部，下设基本建设保卫局（十三局）、工业保卫局（十四局）、财贸保卫局（十五局）。1957年3月18日，经国务院批准，公安部调整部分组织机构．基本建设保卫局（十三局）和工业保卫局（十四局）合并，仍称工业保卫局（二局）。1958年12月2日，经国务院批准，公安部将财贸保卫局（十五局）与工业保卫局（二局）合并为经济保卫局（二局）。1960年10月，公安部十三局（原子能保卫局）撤销，其业务并入二局（经济保卫局）。
1969年1月19日，公安部将原来的11个厅、局合并为5个办公室（政治、行政、侦破、治安、接待办公室），编制由1200多人减为126人（含借调军队干部41人）。
1970年7月3日，经中共中央批准，中共公安部核心小组和革命委员会成立。在革命委员会下设置五个组：（一）办事组，负责原办公厅的工作；（二）政工组，负责政治工作；（三）政保组，负责侦察、保卫工作；（四）治安保卫组，负责民警、治安、消防、劳教工作和原内务部交来的一些工作；（五）预审组，负责预审、劳改工作。11月28日，将办事组改为办公室；公安部发出《关于我部机构设置和启用印章的通知》，从12月2日起启用新印章。1971年9月17日，中共公安部核心小组会议决定．按国务院批准的编制执行，机构改为一室七组，即办公室、政工组、政治保卫组、治安保卫组、安全保卫组、劳改工作组、预审组、警卫组。
1983年9月10日，国务院批复同意公安部关于机构编制的请示。公安部下设二局（内保）。1989年3月5日，公安部发出《关于印发公安部“三定”方案的通知》。为便于工作，公安部各局、司重新编排序号如下：经济文化保卫局为二局。
1994年5月12日，公安部部长办公会议审议通过了部机关各局内设机构的《三定方案》，公安部机关设19个职能局（含3个属武警现役编制的局）和政治部（4个局级机构），下设：经济保卫局。
1998年8月11日，根据《公安部职能配置、内设机构和人员编制规定》，改革后公安部的局级机构有：经济犯罪侦查局（二局）。

## 职责
根据有关规定，公安部经济犯罪侦查局承担下列职责：
1. 调查、汇集、研究、分析全国经济犯罪的情况、动向和规律；
2. 制定全国性经济犯罪的对策、方针、措施和规划；
3. 依照国家有关法律，起草经济犯罪侦查的规章、条例、实施细则等，经过公安部领导审核发布实施；
4. 掌握全国特大经济犯罪案件的侦破以及其它重大经济犯罪活动情况，检查、指导、督促侦查破案工作，必要时派人直接参与和指导某些特大经济犯罪案件的侦破工作；
5. 组织跨省的重、特大经济犯罪案件的并案侦查和其它重大的经济犯罪侦查活动，发挥调度指挥功能，发布全国性的通缉通报，向基层提供信息技术支持和咨询服务；
6. 直接承办党中央、国务院依法交办的经济犯罪案件。

## 机构设置
根据有关规定，公安部经济犯罪侦查局设置下列机构：

### 内设机构
- 综合处
- 指导协查处
- 金融犯罪侦查处
- 涉税犯罪侦查处
- 市场秩序、公司犯罪侦查处
- 反假币处
- 涉众型经济犯罪侦查处
- 知识产权处
- 执法监督办公室
- 第一直属总队
- 第二直属总队

### 派出机构
- 证券犯罪侦查局北京分局（第一分局）
- 证券犯罪侦查局大连分局（第二分局）
- 证券犯罪侦查局上海分局（第三分局）
- 证券犯罪侦查局武汉分局（第四分局）
- 证券犯罪侦查局深圳分局（第五分局）
- 证券犯罪侦查局成都分局（第六分局）

## 历任领导
| 公安部经济犯罪侦查局局长 …… - 郑少东（2005年－2009年1月12日，兼证券犯罪侦查局局长） - 孟庆丰（2009年5月－2014年10月，兼证券犯罪侦查局局长） - 高峰（2015年－2023年，兼证券犯罪侦查局局长） - 华列兵（2023年－，兼证券犯罪侦查局局长） | 公安部经济犯罪侦查局副局长 …… - 张景利（2012年－2021年，兼第一直属总队总队长，分管涉众处、知识产权处） - 刘文玺（？－？） - 李冰洋（？－） - 杨书文（？－） |